# Akören (district)
Akören is een Turks district in de provincie Konya en telt 6.899 inwoners (2007). Het district heeft een oppervlakte van 628,7 km². Hoofdplaats is Akören.
De bevolkingsontwikkeling van het district is weergegeven in onderstaande tabel.
| 1997   | 2000   | 2007  |
| ------ | ------ | ----- |
| 21.094 | 17.230 | 6.899 |